# Герб Великого Хутора
Герб Великого Хутора — офіційно визнаний символ села Великий Хутір, який у знаковій формі зображає його історичні традиції та особливості сьогодення.
Сучасний герб виконаний за ескізом самодіяльного художника Валерія Олександровича Дорошенка, який взяв за основу основні елементи герба, розробленого ще його батьком Олександром Андрійовичем Дорошенком у 80-х роках 20 століття. Але тоді цей герб так і не набув офіційного визнання. У 2006 році герб Великого Хутора був затверджений сесією сільської ради й відтоді він є одним з офіційних символів села.

## Опис
Герб Великого Хутора являє собою зображення гербового щита обрамленого жовтою позолотою і розділеного по діагоналі надписом «Великий Хутір». Верхню частину щита прикрашає золотий тризуб, який є офіційним символом Української держави. У лівій верхній частині герба міститься римська цифра XVII, яка вказує на час заснування села — 17 століття. Трохи нижче від неї на синьому полі зображено символ влади — булаву, яка вказує на те, що село було адміністративним (волосним) центром, а також три символічні вітряки, які говорять про те, що раніше у Великому Хуторі було розвинене млинарство, а основним зайняттям його мешканців було і залишається хліборобство. На це вказують і три символічні колоски, розташовані у нижній правій частині герба на зеленому полі. Терези, зображені над ними говорять про те, що село було значним торговельним центром, у якому щороку проходило кілька ярмарків.
Ще одним важливим елементом герба Великого Хутора є два мальтійські хрести, які вказують на те, що в селі сповідувалися християнські традиції й на його території діяли дві церкви.